# Stanisław Kiełbik
Stanisław Kiełbik (ur. 8 czerwca 1961 w Wałbrzychu) – polski trener i koszykarz, grający na pozycji obrońcy/rozgrywającego (187 cm wzrostu). Reprezentant kraju, uczestnik Mistrzostw Europy w 1983.
W czasie gry w barwach reprezentacji rozegrał 24 mecze, zdobywając 101 punktów (średnia 5,32 pkt). W lidze rozegrał 295 meczów, zdobywając 4171 punktów (średnia 14,1 pkt).
Przez prawie całą karierę występował w drużynie Górnika Wałbrzych, z wyjątkiem dwóch lat służby wojskowej, którą odsłużył grając w Śląsku Wrocław.
Po zakończeniu kariery zawodniczej został trenerem.

## Osiągnięcia
Klubowe
- Mistrz Polski:
  - 1982, 1987, 1988
  - juniorów (1979, 1980)[3]
- 2-krotny wicemistrz Polski (1981, 1983)
- Brązowy medalista mistrzostw Polski (1986)
- Finalista Pucharu Polski (1979)
- Uczestnik rozgrywek Pucharu Koracia (1989)

Indywidualne
- Lider strzelców mistrzostw Polski juniorów (1980)

Reprezentacja
- Uczestnik:
  - mistrzostw Europy:
    - 1983 – 9. miejsce[4]
    - U–16 (1977 – 9. miejsce)[5]

  - trasy reprezentacji Polski po USA (9-20.11.1986)[6]